# Stenomicra flavida
Stenomicra flavida är en tvåvingeart som beskrevs av Willi Hennig 1956. Stenomicra flavida ingår i släktet Stenomicra och familjen savflugor.
Artens utbredningsområde är Costa Rica. Inga underarter finns listade i Catalogue of Life.